# 2025年7月逝世人物列表
2025年逝世人物列表：1月 - 2月 - 3月 - 4月 - 5月 - 6月 - 7月 - 8月 - 9月 - 10月 - 11月 - 12月
2025年7月逝世人物列表匯總2025年7月間全球逝世人物。

## 依日期排序

### 31日
- 苏尔亚达尔马·阿里，68歲，印度尼西亞政治人物，曾任宗教事務部長（2009—2014）。[1]
- 罗伯特·威尔逊（英語：Robert Wilson），83岁，美国实验剧场导演及剧作家。[2]
- 馬爾萊娜·扎戈尼 （羅馬尼亞語：Marlena Zagoni），74岁，羅馬尼亞女子賽艇運動員。[3]
- 姜麟，58歲，韓國演員。[4]

### 30日
- 勞拉·達爾邁爾（德語：Laura Dahlmeier），31歲，德國冬季兩項運動員，2018年冬奥会金牌得主。登山事故。[5]
- 琳達·麥吉爾（英語：Linda McGill），79歲，澳大利亞女子游泳運動員。[6]
- 陆延昌，85岁，中国政治人物，曾任电力工业部副部长，国家电力公司副总经理。[7][8]

### 29日
- 廣安美代子（日语：廣安 美代子），114岁187天，日本超級人瑞，日本在世最年長者（2025年5月—7月）。[9]
- 鄒森（本名鄒忠禮），85歲，台灣男演員及聲樂藝術家，夏台鳳前夫。[10]

### 28日
- 雷恩·桑柏格（英語：Ryne Sandberg），65歲，美國名人堂棒球運動員（芝加哥小熊隊）兼經理（費城費城人隊），患有前列腺癌。[11]
- 王天凱，79歲，曾任國有重點大型企業監事會主席，中國恆天集團公司總經理、董事長、黨委書記。第十一屆全國政協委員。[12][13]
- 薩爾瓦托雷·瓊塔（義大利語：Salvatore Gionta），94歲，義大利男子水球運動員。[14]

### 27日
- 東本昌平（日语：東本昌平），年齡未知，日本漫畫家。[15]
- 霍斯特·馬勒（德語：Horst Mahler），89歲，德國律師、政治活動家。[16]
- 胡鴻烈，105歲，香港教育家、執業大律師，樹仁大學創辦人之一及校監，曾任市政局議員、立法局議員。[17][18]
- 汪林朋，57歲，中國企業家，北京居然之家投资控股集团总裁，墜樓。[19][20]
- 鄭奇，60歲，本名鄭敏志，台灣高雄補教業「鄭奇數學」名師。中風。[21]

### 26日
- 湯姆·萊勒（英語：Thomas Lehrer），97歲，美國音樂家、歌手、數學家。[22]
- 杜榮坤，90歲，中國民族學家、民族史學家，中國社會科學院榮譽學部委員。[23]
- 錢永年，91歲，中國外交官，曾任國務院外事辦公室主任、中國駐印度尼西亞大使。[24]

### 25日
- 赫伯特·潘考（德語：Herbert Pankau），83歲，德國男子足球運動員。[25]

### 24日
- 霍克·霍肯（英語：Hulk Hogan），71歲， 美國職業摔角手及政治人物。心臟病發。 [26]
- 约瑟夫·切尔尼，85歲，捷克冰球運動員。[27]
- 爵士，82歲，英國保守黨政治人物，國會議員（1978年—1996年）、外務次官（1990年—1994年）。[28]
- 龔建瑞 ，26歲，中國哈爾濱工業大學的研究生，出生在雲南省。[29]

### 23日
- 阿諾德·帕拉西奧斯（英語：Arnold Palacios），69岁，北马里亚纳群岛政治人物，時任总督（2023年—2025年）。[30]

### 22日
- 伊琳娜·波德諾索娃（英语：Irina Podnosova），72歲，俄羅斯律師，俄羅斯最高法院院長。[31]
- 李元瀚，36歲，台灣電力公司工程師，搶修工程時遭電擊。[32]
- 奥齐·奥斯本（英語：Ozzy Osbourne），76歲，英國歌手及電視演員，黑色安息日樂隊主唱。[33]
- 伊耶·蘇米拉特，74歲，印尼前男子羽球運動員[34]。
- 米哈伊尔·塔拉先科（俄语：Михаил Васильевич Тарасенко），77歲，俄罗斯政治人物，曾任第五~八届国家杜马代表[35]。
- 邱正雄，83歲，台灣政治人物，曾任中央銀行副總裁、財政部長、行政院副院長。[36]
- 乔伊·琼斯（英語：Joey Jones），70岁，威尔士足球运动员，司职后卫。[37][38]
- 上條恒彦（日语：上條恒彦），85歲，日本男演員，歌手，配音員。[39]

### 21日
- V·S·阿楚塔南丹（英语：V. S. Achuthanandan），101岁，印度政治人物，前喀拉拉邦首席部长（英语：Chief Minister of Kerala）（2006年—2011年）。[40]
- 克雷森西奧·古鐵雷斯（西班牙語：Crescencio Gutiérrez），91歲，墨西哥男子足球運動員。[41]
- 張，80歲，台灣政治人物及企業家，敏盛醫療集團副總裁。[42][43]
- 周德礼，103歲，中国人民解放军正兵团职离休干部、原南京军区参谋长[44]

### 20日
- 高國晉，59歲，台灣醫師，中華民國重症醫學會理事長、林口長庚醫院教授級主治醫師。[45][46]
- 馬爾科姆·賈邁爾·華納（英语：Malcolm-Jamal Warner），54歲，美國演員、音樂家和詩人，溺斃。[47][48]
- 許凌雲，93歲，台灣企業家，關貿網路股份有限公司前董事長。[49]

### 19日
- 瓦利德·本·卡立德·阿勒沙特（英语：Al-Waleed bin Khalid Al-Saud），36岁，沙特阿拉伯王子。自2005年因车祸陷入昏迷至去世。[50]
- 周佳正，60歲，台灣醫師，衛生福利部桃園醫院外科主任，車禍。[51]
- 吉奧拉·愛潑斯坦（希伯來語：גיורא אבן אפשטיין），87歲，以色列軍人，空軍（IAF）退役上校。[52]
- 王亚平，101岁，中国政治人物，安徽省供销合作社联合社原主任。[53]

### 18日
- 田宮俊作，90岁，日本企業家，田宮株式會社總裁。[54]
- 小原日登美，44岁，日本女子摔跤運動員。[55]
- 何红锋，60岁，中国经济法学者，南开大学法学院教授。[56]
- 邱华洲，72岁，中国自动控制专家，哈尔滨工业大学航天学院高级工程师。[57]
- 艾德溫·佛訥 （英語：Edwin Feulner），83歲，美國作家、政治家，美國傳統基金會創辦人。 [58]
- 马文韬，85岁，中国德语翻译家，北京大学外国语学院教授。[59]
- 刘明登，88岁，中国半导体专家，广西师范大学教授。[60]
- 羅傑·諾林頓爵士（英語：Sir Robert Norrington），91歲，英國指揮家。[61]
- 郑丽琴，97岁，中国钢琴家，中央音乐学院教授，吴祖强夫人。[62]
- 孫南雄，82岁，中国醫學家、政治人物，曾任台盟中央常委、南京市委主委、南京市政協副主席、南京醫科大學教授，第九屆、第十屆、第十一屆全國政協委員。[63][64]
- 孔美琪，62歲，香港教育家，滬江維多利亞學校總校長。[65]
- 大橋穰，79歲，日本職棒選手及教練。[66]
- 姚小章，87歲，台灣女演員，在美國華盛頓病逝。[67]
- 安德肋·萬-特魯瓦（法語：André Armand Vingt-Trois），82歳，法國天主教司鐸級樞機。[68]

### 17日
- 布萊恩·布拉曼（英语：Bryan Braman），38岁，美国職業美式足球运动员，2018年協助費城老鷹隊赢得第52屆超級碗。癌症。[69]
- 菲利克斯·鮑加納（德語：Felix Baumgartner），56岁，奧地利跳傘運動員。滑翔伞飞行事故身亡。[70]
- 李杰，63岁，中国动画导演，暨南大学教授。[71]
- 楊再春，81歲，中華人民共和國書法教育家，病逝。[72]
- 郁全和，85岁，中国企业家，长江润发集团董事局终身荣誉主席。[73]
- 温明荣，88岁，中国古文字学家，中国社会科学院考古研究所编审。[74]

### 16日
- 奧登·格倫沃德（挪威語：Audun Grønvold），49岁，挪威男子自由式滑雪运动员。[75]
- 段春雷，56岁，中国水彩画家，桂林市美术家协会副主席。[76]
- 陈宁，70岁，中国口腔医学专家，南京医科大学附属口腔医院教授。[77]
- 沃兴华，70岁，中国书法家，复旦大学教授。[78]
- 尤里·卡拉（俄语：Юрий Кара），70岁，俄罗斯电影导演、编剧和制片人。[79]
- 徐敬业，73岁，中国政治人物，重庆市政协主席（2013年—2017年）。难治性心力衰竭。[80]
- 黃泰來，75岁，香港導演。喉癌。[81]
- 阿哈迈德·法拉兹（阿拉伯語：أَحْمَد فَرَس），78岁，摩洛哥足球运动员，非洲足球先生（1975年）。[82]
- 康妮·弗朗西斯（英語：Connie Francis），87歲，美國流行歌手、女演員。[83]
- 哈维尔·莫斯科索（西班牙語：Javier Moscoso），90岁，西班牙政治人物，首相府大臣（1982年—1986年）。[84]
- 顏懷，92歲，台灣台中市大甲鎮瀾宮董事長顏清標的父親。[85]
- 王猛，103岁，中国政治人物，原四川省重庆市人民政府参事室副主任。[86]
- 許來富，87歲，台灣工藝家，花蓮縣傳統工藝「噶瑪蘭族香蕉絲編織工藝」保存者（2015年—2025年）。[87]
- 穆阿邁爾·易卜拉欣，敘利亞陸軍第40師砲兵營指揮官準將，被暗殺

### 15日
- 布拉德利·約翰·默多克（英語：Bradley John Murdoch），67歲，澳大利亞罪犯，2001年謀殺英國背包客彼得法爾科尼奧被判終身監禁。喉癌。[88]
- 陈豹年，85岁，中国政治人物，浙江省宁波市人大常委会原副主任。[89]
- 林泱泱，86岁，中国舞蹈家，原上海芭蕾舞团艺术总监。[90]
- 江沛扬，94岁，中国漫画家，广东省美术家协会漫画艺委员会原主任。[91]
- 彭斐章，95岁，中國圖書館學家、目錄學家，曾任武漢大學教授、博士生導師，中國圖書館學會顧問。[92]
- 太平，100岁，中国政治人物，原乌兰察布盟委书记。[93]

### 14日
- 張榮麟，40歲，台灣撞球間老大，業餘的撞球選手，綽號「火雲邪神」。心臟病發加腦中風猝逝。[94][95][96]
- 杨凯宁，78岁，中国政治人物，民盟辽宁省委会原副主委，辽宁省政协原副秘书长。[97]
- 饶明俐，92岁，中国神经内科专家，吉林大学白求恩第一医院教授。[98]
- 马宁，92岁，中国养羊专家，第七、八、九届全国人大代表。[99]
- 楊同書，98岁，中國生物化學家，曾任白求恩醫科大學研究員、博士生導師。[100]
- B·薩羅賈·德維（英语：B. Saroja Devi），87歲，印度演員。[101]

### 13日
- 姜瑞夏，31歲，韓國女演員，曾演出韓劇《無人知曉》。胃癌。[102]
- 李庆伟，52岁，中国政治人物，江西省赣州市南康区产业集群发展中心（家居产业服务中心）原主任。[103]
- 于志晶，67岁，中国职业教育工作者，吉林工程技术师范学院教授。[104]
- 孔凡燕，76岁，中国剧作家。[105]
- 穆罕马杜·布哈里（英語：Muhammadu Buhari），82岁，尼日利亚政治人物，曾任总统。[106]
- 伊爾卡·梅西凱門（芬蘭語：Ilkka Mesikämmen），82岁，芬蘭男子冰球運動員。[107]
- 江清坤，83歲，台灣排灣族文化保存者。[108]
- 樊福庚，94岁，中国作家，浙江省作家协会专业作家。[109]

### 12日
- 冯俏彬，57岁，中国财政学家，国务院发展研究中心宏观经济研究部副部长。[110]
- 刘廷文，78岁，中国电机工程专家，清华大学教授。[111]
- 李秀士，94岁，中国政治人物，武汉市青山区人大常委会原副主任。[112]
- 吕国璋，98岁，中国书画家，西泠印社名誉副社长。[113]
- 阿馬爾·巴格達什 （阿拉伯语：عمار بكداش），71岁，敘利亞政治人物、經濟學家，叙利亚共产党（巴格达什派）总书记。[114]
- 中山麻理，77岁，日本女演员。[115]
- 吳錦麗，90歲，台灣中央研究院前院長李遠哲博士夫人，胰臟癌。[116]

### 11日
- 释达云，51岁，中国佛教人物，天津市佛教协会会长。[117]
- 唐崇健，60岁，中国线缆专家，扬州万益高分子材料有限公司董事长，湖南省电线电缆行业协会首任会长。[118]
- 蔡坤龍，60歲，臺灣作家及政治人物，曾任中國時報記者，現任嘉義市培元里里長。[119][120]
- 王存兴，82岁，中国政治人物，曾任济南市人大常委会副主任（2001年—2006年）。[121]
- 田致鸿，86岁，中国画家，江苏大学艺术学院教授。[122]
- 馬遠良，87歲，中國水声工程專家，中國工程院院士。[123]
- 李高岚，91岁，中国建筑设计师，原江苏省建筑设计研究院副院长。[124]
- 瓦季姆·梅德韦杰夫（俄語：Вадим Медведев），96岁，苏联政治人物，曾任苏共中央政治局委员。[125]

### 10日
- 布海敏，43歲，法國華裔諧星，藝名「有趣的中國人」，墮樓身亡。[126]
- 魏安，65岁，英国汉学家、维基人。[127]
- 宋新国，70歲，中国政治人物，安徽省六安市政协原副主席。[128]
- 郭力恆，73歲，台灣軍人，前海軍上校，涉及獵雷案、尹清楓命案及拉法葉軍購案的關鍵人物。癌症。  [129][130][131][132]
- 許仁圖，75歲，台灣政治人物及作家，曾任導演、編劇和演員，民進黨前副秘書長。心臟病發。 [133]
- 朴琦緒（朝鲜语：박기서 (1948년)），77歲，韓國巴士與出租車司機，於1996年在仁川打死曾暗殺金九的安斗熙。[134]
- 祖科爾曼（英語：Joe Coleman），78歲，美國職業棒球運動員，棒球大聯盟首屆選秀探花。[135]
- 傅起凤，84岁，中国魔术理论家，中国杂技家协会理论研究部原主任。[136]
- 高坤敏，89岁，中国数学家，复旦大学数学科学学院副教授。[137]
- 刘永雄，92岁，中国肝胆外科专家，中国人民解放军总医院肝胆外科原主任。[138]
- 岩崎京子，102岁，日本儿童文学作家。[139]

### 9日
- 張敬謙，36歲，臺灣消防員，時任新北市烏來消防分隊，殉職。[140]
- 弗蘭克·雷登（英語：Frank Layden），93歲，美國籃球教練。[141]
- 周淑芸，93岁，中国血液病学专家，原第一军医大学第一附属医院教授。[142]
- 杨少华，94岁，中国相声演员。[143]
- 保毓书，99岁，中国妇女劳动卫生学者，北京大学公共卫生学院教授。[144]
- 鮑頓的布萊爾勳爵（英語：The Lord Blair of Boughton），72歲，英國警官，倫敦大都會警務處處長（2005年—2008年）。[145]
- 內藤正敏（日語：内藤正敏），87歲，日本攝影師及民俗學學者，曾任东北艺术工科大学教授。肺炎。[146]
- 和泉雅子，77歲，日本女演員。1989年成為第1個到達北極的日本女子。[147]

### 8日
- 吳恩碩，37歲，臺灣消防員，時任新北市直潭消防分隊，殉職。[148]
- 王凯捷，78岁，中国政治人物，浙江省人民政府原副秘书长。[149]
- 杨礼福，81岁，中国戏曲作曲家，湖北省荆州花鼓戏剧院原副院长。[150]
- 石进元，87岁，中国放射化学家，北京大学化学与分子工程学院教授。[151]
- 徐南眉，89岁，中国茶学专家，中国农业科学院茶叶研究所研究员。[152]
- 姚天顺，91岁，中国计算语言学专家，东北大学教授。[153]
- 肖峰，93歲，中國油畫家、藝術教育家，中國美術家協會原副主席、顧問，中國美術學院原院長，第九屆全國政協委員。[154]
- 谢明师，98岁，中国铸造材料学者，原沈阳铸造研究所总工程师。[155]
- 江海泉，（年歲不明），台灣政治人物。現任立法院副院長江啟臣之父、現任中華文化總會副會長江春男之堂兄。[156]

### 7日
- 羅曼·斯塔羅沃伊特（俄語：Роман Старовойт），53歲，俄羅斯政治人物，曾任俄羅斯聯邦交通運輸部部長，吞槍自殺。[157]
- 傅國涌，58歲，中國作家。[158]
- 梅國強，86歲，中國中醫學家，湖北中醫藥大學主任醫師、教授。[159]
- 孫大業，87歲，中國教授、中國細胞生物學家、中国科学院院士（2001年）。[160]
- 加博爾·紹莫爾堯伊（英語：Gábor Somorjai），90歲，匈牙利裔美國學者。[161]
- 陈匡时，92岁，中国历史学家，复旦大学历史学系教授。[162]
- 林沖（本名林錫憲），92歲，臺灣男歌手、演員。曾出演劇作《大盜歌王》，有「鑽石歌王」之稱。併多重器官衰竭。[163][164][165]
- 嚴家騄，94岁，中国熱能工程专家，哈尔滨工业大学教授。[166]
- 譚百德勳爵（英語：The Lord Tebbit），94歲，英國保守黨籍政治人物，保守黨主席（1985年—1987年）。[167]
- 唐葆亨，97岁，中国建筑设计师，原浙江省建筑设计研究院总建筑师。[168]
- 张学智，98岁，中国政治人物，交通银行沈阳分行原总经理。[169]

### 6日
- 孫英，89歲，中國政治人物，曾任中共甘肅省委副書記、省長，甘肅省委書記，原中共中央黨史研究室主任。[170]
- 王夔，97歲，中國無機化學家，北京大學醫學部教授，中国科学院院士。[171]

### 5日
- 林永福，85岁，中国政治人物，广州开发区原党委副书记。[172]
- 杨先才，85岁，中国川剧演员，自贡市川剧艺术中心一级演员。[173]
- 单大年，86岁，中国政治人物，民革武汉市委原主委，武汉市人大常委会原副主任。[174]
- 吴振荣，88岁，中国地方病学者，《中华地方病学杂志》编辑部原主任。[175]
- 王祖耆，98岁，中国政治人物，原杭州电子工业学院院长。[176]
- 桂鸿祥，98岁，中国政治人物，原上海机电工业职工大学副校长。[177]
- 許漢珍，96歲，台灣大木匠師，「大木作技術」的傳統技術保存者。[178]
- 陳宏傑，64歲，台灣壽險業大佬，台銀人壽副總，時任國華人壽企劃部計劃科科長、精算系統副總，為國華人壽民國90年代（2000年）《違約交割》之關鍵操盤手，最終導致國華人壽負債且遭後續法拍併購處置。心肌梗塞。[179]

### 4日
- 曹玲，86岁，中国政治人物，浙江省人大常委会原研究室主任。[180]
- 巴比·占克斯（英語：Robert Scott Jenks），44歲，美國職業棒球選手，位置為投手，胃癌病逝。[181]
- 周驄，92歲，香港演員，演出電影《新紮師妹》系列、電視劇《倚天屠龍記》（2001年版）。肺炎。（死訊公開日期）[182]
- 史諾，本名馬丁·富爾特曼（Martin Fulterman），78歲，美國作曲家，代表作為影集《X檔案（The X Files）》創作主題音樂及電視劇《警網急先鋒（Blue Bloods）》。其生平曾陸續榮獲15項艾美獎提名。（新聞發布日）[183]

### 3日
- 安德烈·菲利佩·達席爾瓦（英语：André Filipe da Silva），25岁，葡萄牙足球运动员，迪奥戈·若塔之弟。交通意外。[184]
- 迪奥高·祖達（葡萄牙語：Diogo Jota），28岁，葡萄牙足球运动员。交通意外。[185]
- 遠野凪子，45岁，日本女演員。[186]
- 沈康明，54歲，中國企業家，浙江省建设投资集团股份有限公司职工董事。[187]
- 馬諾利斯·皮拉沃夫（俄語：Манолис Пилавов），61歲，烏克蘭政治人物，前盧甘斯克市市長（2014年—2023年）、親俄合作者。炸彈爆炸身亡。[188]
- 戴維·馬布扎（英语：David Mabuza），64歲，南非政治人物，曾任副總統。[189]
- 迈克尔·马德森（英語：Michael Madsen），67岁，美国男演员。曾出演電影《霸道橫行（Reservoir Dogs）》、《追殺比爾（Kill Bill）》。（死訊發布日）[190][191]
- 霍瓦特·拉斯洛（匈牙利語：Horváth László），79岁，匈牙利男子现代五项运动员。[192]
- 雪妮（本名李超純），79至80歲，香港影視女演員。胰臟癌。[193]
- 鍾沛林，84歲，香港律師，曾任深水埗區議員（1985年—1988年）、立法局議員（1985年—1991年）。[194]

### 2日
- 米哈伊尔·古德科夫（俄語：Михаил Гудков），42歲，俄羅斯軍事指揮官，俄罗斯海军副總司令（自2025年起）。火箭彈襲擊亡。[195]
- 海讯，52岁，中国彝族作家。[196]
- 祖利安·麥馬漢（英語：Julian McMahon），56岁，澳大利亚男演员。[197]
- 彭万荣，62岁，中国戏剧戏曲学者，武汉大学教授，艺术学系原主任。[198]
- 馬宣立，68歲，香港資深法醫、病理學家。性暴力危機處理中心「風雨蘭」創辦人。[199]
- 黄胜强，69岁，中国政治人物，国家口岸管理办公室主任（2013年—2016年）。[200]
- 李廣煥（韓語：이광환），77歲，韓國職業棒球教練。[201]
- 程辉，81岁，中国工艺美术家，中国陶瓷艺术终身成就奖获得者。[202]
- 李敏，87岁，中国飞行器专家，北京航空航天大学教授。[203]
- 周清琦，88岁，菲律宾华裔外交官，曾任菲律宾驻中国大使。[204]
- 胡天泉，91岁，中国笙演奏家，原济南军区政治部歌舞团民乐队一级演奏员。[205]
- 陈征，97岁，中国马克思主义经济学家，福建师范大学原校长。[206]
- 吳博君，69歲，香港演員。[207]

### 1日
- 万新明，68岁，中国相声表演艺术家，原江西省曲艺家协会主席。[208]
- 布萊恩·克拉克爵士（英語：Sir Brian Clarke），71岁，英国画家。[209]
- 徐曾和，72岁，中国采矿工程专家，东北大学教授。[210]
- 謝夏蕎，72歲，台灣人，前台北市副市長彭振聲之妻；墮樓。[211]
- 孔令鑒，80岁，中国政治人物，曾任國有重點大型企業監事會主席，中國保利集團公司外部董事。[212]
- 葉金勝，82歲，台灣導演，導演葉天倫父親。代表劇作《莎喲娜啦．再見》、《在室女》，《紫色大稻埕》、《一八九五》等。[213]
- 刘声耀，89岁，中国政治人物，湘潭市政协原副主席。[214]
- 楼昔勇，91岁，中国文艺理论家，华东师范大学教授。[215]
- 亞歷克斯·德爾維奇奧（英语：Alex Delvecchio），93歲，加拿大名人堂冰球運動員。[216]
- 吴微，95岁，中国经济学家，中国人民大学教授。[217]
- 韶华，98岁，中国作家，辽宁省作家协会原党组书记、副主席。[218]